# Zuriñe Rodríguez Lara
Zuriñe Rodriguez Lara (Vitòria, 30 de juny de 1988) és una periodista, professora universitària i activista feminista basca, membre del grup de recerca Teoria Crítica Bilbao-Barcelona.

## Trajectòria
El 2011 es va llicenciar en Comunicació per la Universitat de Deusto i el 2013 es va graduar en un màster de Governació i estudis polítics per la Universitat del País Basc, centre on imparteix classes.
Experta en memòria històrica, comunicació política i crisis, així com en reconstrucció de societats postconflicte, té experiència en disseny i implementació de polítiques públiques en matèria de violència de gènere, diversitat sexual i convivència.
És membre del grup Sudergintza i les seves línies de treball són: la recerca feminista de la memòria històrica i la impunitat; les polítiques públiques d'igualtat, diversitat i LGBTI; els plans de comunicació i disseny d'estratègies polítiques; el disseny de comunicació i gestió en situacions de crisi; i la reconstrucció social de gènere després de processos de conflicte i impunitat.

## Obres publicades
- Borroka armatua eta kartzelak (Lisipe, 2016) amb Oihana Etxebarrieta.[3][4]
- 3M: Memoria: Las mujeres de Gasteiz en la matanza del 3 de marzo de 1976 (Intxorta 1937 kultur elkartea, 2018) amb Nora Miralles i Itziar Mujika.[5]
- Euskara demokrazia patriarkala (Elkar, 2020) amb Jule Goikoetxea, Lore Lujanbio i Estitxu Garairekin.